# Rinus Israël
Marinus David (Rinus) Israël (Amsterdam, 19 maart 1942 – 1 juli 2025) was een Nederlands voetballer en voetbaltrainer. Hij speelde 47 interlands, waarin hij drie doelpunten maakte. Als speler werd hij IJzeren Rinus genoemd.

## Voetballer
Israël begon zijn voetbalcarrière bij DWV en werd met DWS landskampioen in 1963/64. In dit elftal speelde ook Joop Burgers, zijn zwager, en tevens oud-international. Israël stapte over naar Feyenoord, waar hij als speler zijn grootste successen beleefde met driemaal een landskampioenschap, eenmaal de KNVB beker, de Europacup I, de UEFA Cup en de wereldbeker voor clubteams. Tijdens de finale van de Europacup I in 1970, tegen Celtic, scoorde hij een van de twee Rotterdamse doelpunten. Na zijn vertrek bij Feyenoord speelde hij nog een seizoen bij Excelsior (seizoen 1974/75) en werd hij verkozen tot Nederlands speler van het jaar. De laatste zeven jaar van zijn actieve spelerscarrière speelde hij bij PEC Zwolle (seizoenen 1975/76 tot en met 1981/82).

### Statistieken
| Seizoen | Club       | Land      | Competitie     | Wed. | Goals |
| ------- | ---------- | --------- | -------------- | ---- | ----- |
| 1962/63 | DWS        | Nederland | Eerste divisie | 22   | 2     |
| 1963/64 | DWS        | Nederland | Eredivisie     | 28   | 0     |
| 1964/65 | DWS        | Nederland | Eredivisie     | 30   | 0     |
| 1965/66 | DWS        | Nederland | Eredivisie     | 28   | 1     |
| 1966/67 | Feyenoord  | Nederland | Eredivisie     | 31   | 3     |
| 1967/68 | Feyenoord  | Nederland | Eredivisie     | 33   | 3     |
| 1968/69 | Feyenoord  | Nederland | Eredivisie     | 33   | 0     |
| 1969/70 | Feyenoord  | Nederland | Eredivisie     | 30   | 6     |
| 1970/71 | Feyenoord  | Nederland | Eredivisie     | 29   | 2     |
| 1971/72 | Feyenoord  | Nederland | Eredivisie     | 34   | 4     |
| 1972/73 | Feyenoord  | Nederland | Eredivisie     | 19   | 3     |
| 1973/74 | Feyenoord  | Nederland | Eredivisie     | 7    | 0     |
| 1974/75 | Excelsior  | Nederland | Eredivisie     | 32   | 1     |
| 1975/76 | PEC Zwolle | Nederland | Eerste divisie | 28   | 2     |
| 1976/77 | PEC Zwolle | Nederland | Eerste divisie | 34   | 2     |
| 1977/78 | PEC Zwolle | Nederland | Eerste divisie | 31   | 4     |
| 1978/79 | PEC Zwolle | Nederland | Eredivisie     | 31   | 5     |
| 1979/80 | PEC Zwolle | Nederland | Eredivisie     | 32   | 0     |
| 1980/81 | PEC Zwolle | Nederland | Eredivisie     | 28   | 1     |
| 1981/82 | PEC Zwolle | Nederland | Eredivisie     | 14   | 2     |
| Totaal  | Totaal     | Totaal    | Totaal         | 545  | 41    |

## Trainer
Na zijn afscheid als speler was Israël trainer bij PEC Zwolle (seizoenen 1982/83 en 1983/84; tweede helft 1982 hoofdtrainer, daarna assistent-trainer). Vanaf seizoen 1984/85 was Israël steeds hoofdtrainer, eerst bij FC Den Bosch (seizoenen 1984/85 en 1985/86). Israël trainde Feyenoord twee seizoenen (seizoen 1986/87 en 1987/88) tot hij in 1988 de leiding kreeg over PAOK Saloniki. Dit buitenlands avontuur duurde een seizoen en Israël keerde terug bij FC Den Bosch. Na een seizoen als technisch directeur bij Dinamo Boekarest (seizoen 1991/92), waarin de club het landskampioenschap won, was Israël vier jaar als assistent-bondscoach in dienst bij de KNVB en assisteerde hij de bondscoaches Dick Advocaat en Guus Hiddink bij het Nederlands Elftal. Hierna was hij trainer van het Ghanees elftal, waarmee hij meedeed aan de Afrika Cup in 1998, en werkte hij enkele seizoenen in de Verenigde Arabische Emiraten, om daarna naar Nederland terug te keren als trainer van ADO Den Haag.
In 2003 vertrok Israël opnieuw naar de Verenigde Arabische Emiraten om daar als trainer terug te keren bij Al-Wahda. Daar was hij actief tot en met juni 2004. Vanaf maart 2006 tot het eind van het seizoen 2009/10 was Israël in dienst van Feyenoord als scout. In het seizoen 2010/11 werd hij trainer van amateurclub Young Boys uit Haarlem. Op 23 maart 2012 ging die club failliet.
In april 2017 werd Israël samen met zijn schoonzoon Jan de Haze aangesteld als interim-trainer van de derdedivisionist OFC uit Oostzaan. Dit bleven zij tot het einde van dat seizoen.

## Privé
Oud-handbalster Rachel de Haze is de kleindochter van Israël. 
In het kader van zijn vijfenzeventigste verjaardag kwam in 2017 zijn biografie "IJzeren Rinus" uit.
Israël overleed op 1 juli 2025 op 83-jarige leeftijd.

## Erelijst

### Als speler
| Competitie                 |        |                           |     |     |
| Competitie                 | Aantal | Jaren                     |     |     |
| DWS                        | DWS    | DWS                       | DWS | DWS |
| -------------------------- | ------ | ------------------------- | --- | --- |
| Nationaal                  |        |                           |     |     |
| Eerste divisie             | 1x     | 1962/63                   |     |     |
| Eredivisie                 | 1x     | 1963/64                   |     |     |
| Feyenoord                  |        |                           |     |     |
| Mondiaal                   |        |                           |     |     |
| Wereldbeker voor clubteams | 1x     | 1970                      |     |     |
| Internationaal             |        |                           |     |     |
| Europacup I                | 1x     | 1969/70                   |     |     |
| UEFA Cup                   | 1x     | 1973/74                   |     |     |
| Intertoto Cup              | 3x     | 1967, 1968, 1973          |     |     |
| Nationaal                  |        |                           |     |     |
| Eredivisie                 | 3x     | 1968/69, 1970/71, 1973/74 |     |     |
| KNVB beker                 | 1x     | 1968/69                   |     |     |
| PEC Zwolle                 |        |                           |     |     |
| Eerste divisie             | 1x     | 1977/78                   |     |     |

| Competitie                  | Winnaar   | Winnaar   | Runner-up | Runner-up | Derde     | Derde     |
| Competitie                  | Aantal    | Jaren     | Aantal    | Jaren     | Aantal    | Jaren     |
| Nederland                   | Nederland | Nederland | Nederland | Nederland | Nederland | Nederland |
| --------------------------- | --------- | --------- | --------- | --------- | --------- | --------- |
| Wereldkampioenschap voetbal |           |           | 1x        | 1974      |           |           |

### Als trainer
| Competitie       |                  |                  |                  |                  |
| Competitie       | Aantal           | Jaren            |                  |                  |
| Dinamo Boekarest | Dinamo Boekarest | Dinamo Boekarest | Dinamo Boekarest | Dinamo Boekarest |
| ---------------- | ---------------- | ---------------- | ---------------- | ---------------- |
| Liga 1           | 1x               | 1991/92          |                  |                  |
| Al-Wahda         |                  |                  |                  |                  |
| UAE Pro League   | 1x               | 2000/01          |                  |                  |
| ADO Den Haag     |                  |                  |                  |                  |
| Eerste divisie   | 1x               | 2002/03          |                  |                  |